# Dewoitine D.520
Pour les articles homonymes, voir Dewoitine et 520.
Le Dewoitine D.520 est un avion de chasse français de la Seconde Guerre mondiale, réputé être le meilleur de l'Armée de l'air française de 1940, aligné contre les Messerschmitt Bf 109 de la Luftwaffe allemande lors de la bataille de France. 

## Conception

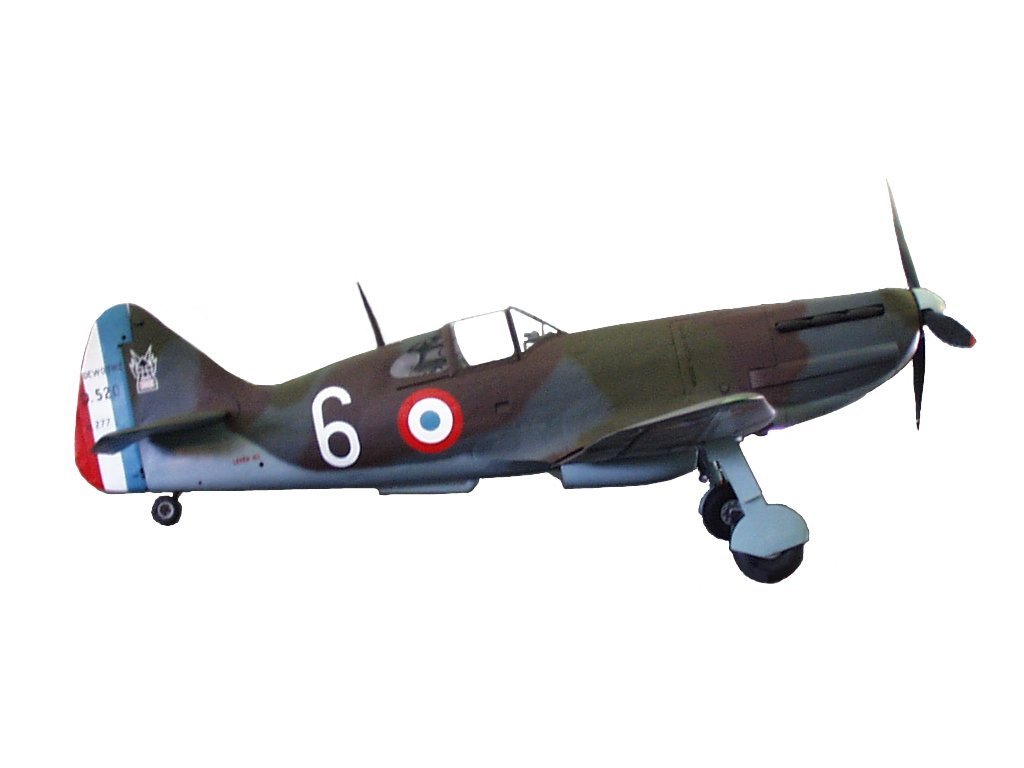
Profil d'un D.520.

Conçu à partir de 1936 par Émile Dewoitine, pour répondre à un appel d'offres de l'armée de l'air française recherchant un chasseur succédant au Dewoitine D.510 et autres Morane-Saulnier MS.406, capable d'atteindre 520 km/h, le projet sera mené à terme par la nouvelle Société nationale des constructions aéronautiques du Midi (SNCAM, issue de la nationalisation des ateliers Dewoitine). Trois prototypes furent construits : le premier, qui vola la première fois le 2 octobre 1938, équipé d'un moteur Hispano-Suiza 12Y-21 de 890 ch, ne parviendra pas à dépasser 480 km/h. À la suite d'un accident, il sera remotorisé avec un 12Y29 équipé d'une hélice à pas variable et, piloté par le pilote d'essai Léopold Galy, atteindra alors la vitesse de 825 km/h en piqué.

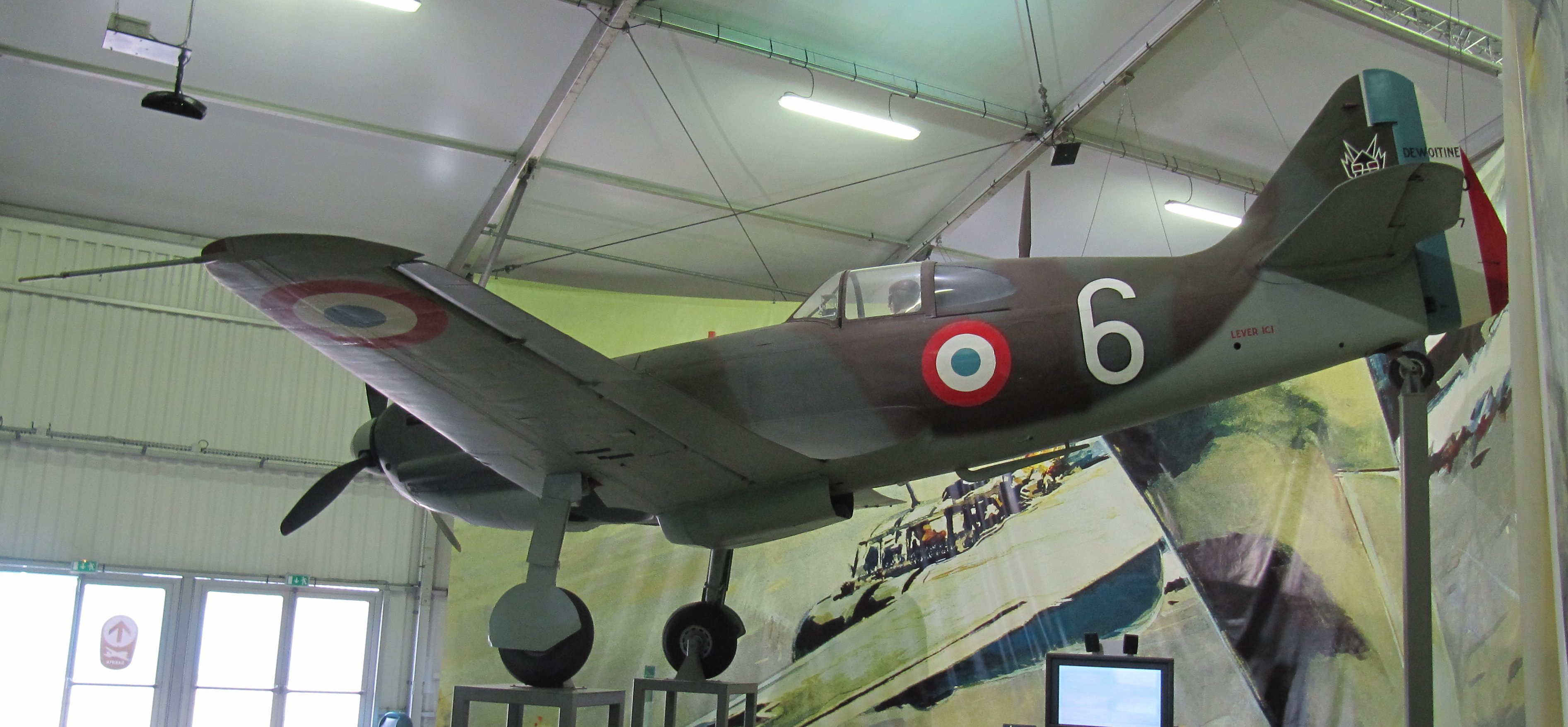
Dewoitine D.520 du musée de l'Air et de l'Espace en 2013.

Les deux autres prototypes suivirent au cours de 1939, équipés, eux, de leur armement. Et en mars, 200 exemplaires furent commandés, suivis de 600, réduits, en juin 1939, à 510 supplémentaires. En septembre 1939, avec l'ouverture des hostilités, le total des commandes passa à 1 280 et, en avril 1940, à 2 250.

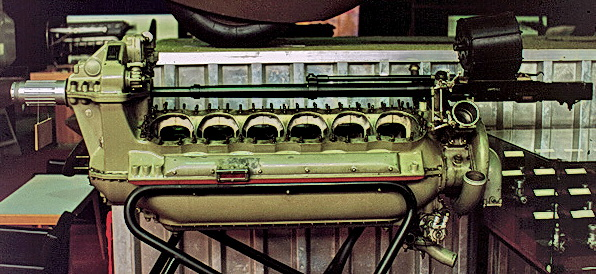
Moteur Hispano-Suiza HS12Ydrs V-12 doté d'un canon automatique Hispano-Suiza HS.404 de 20 mm entre les rangées de cylindres, tirant à travers l'hélice. Les deux bancs de cylindres ont été retirés pour une meilleure vue.

Le D.520 de série, dont le premier exemplaire fut produit en novembre 1939, était équipé d'un moteur Hispano-Suiza 12Y-45 de 935 ch et armé de quatre mitrailleuses MAC34 Mod39 dans les ailes, approvisionnées de 675 coups, et d'un canon de 20 mm HS-404 avec 60 coups tirant à travers l'axe de l'hélice. Son assemblage demandait 8 000 heures de travail.

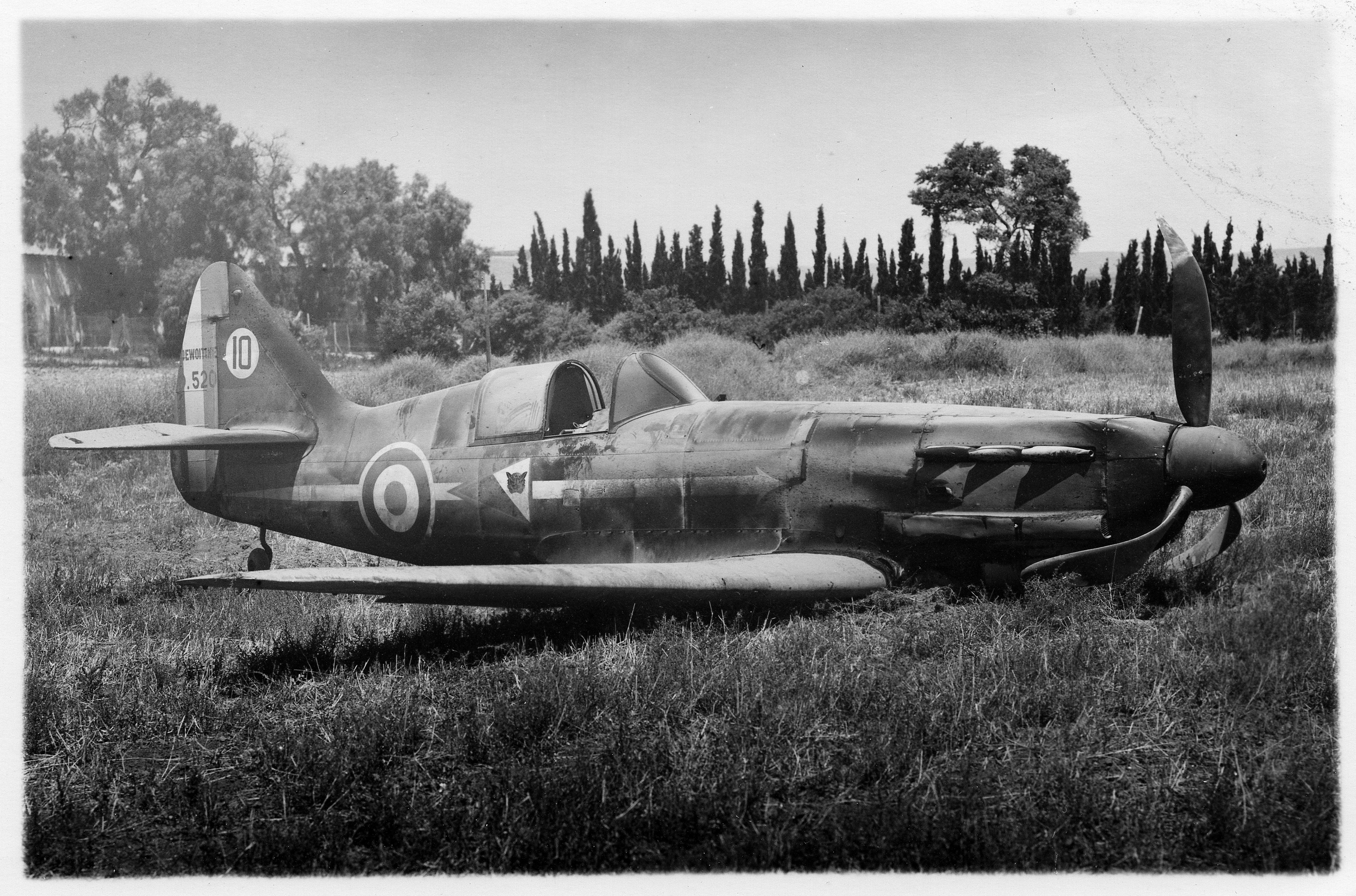
Dewoitine 520 de l'armée de Vichy dans les années 1940.

Il commença à équiper l'armée de l'air à partir de janvier 1940, mais ne fut véritablement opérationnel qu'à partir du 13 mai 1940. le 22 juin, 437 exemplaires avaient été produits et 351 livrés aux groupes de chasse I/3, II/3, II/7, III/3, III/6, III/7. Un grand nombre des unités livrées partent en Afrique française du Nord le 20 juin 1940 juste avant l'armistice.
En avril 1941, la production reprit pour équiper l'armée de l'air du régime de Vichy, qui en commanda 550 exemplaires.
En 1944, les D.520 repris aux armées d'occupation équipèrent le 1er groupe de chasse FFI, sous le commandement de Marcel Doret, pour effectuer des missions sur la région de Bordeaux et la poche de Royan.
Au total, 775 exemplaires furent produits.

## Engagements
Bien qu'un peu moins rapide que le Messerschmitt Bf 109, il était plus maniable et il fut l'un des seuls appareils capables de lui résister en mai-juin 1940 durant la bataille de France. Toutefois, construit en trop petit nombre et arrivé trop tard dans les divers groupes de chasse qu'il équipait, il ne suffit pas à renverser le cours de l'histoire.

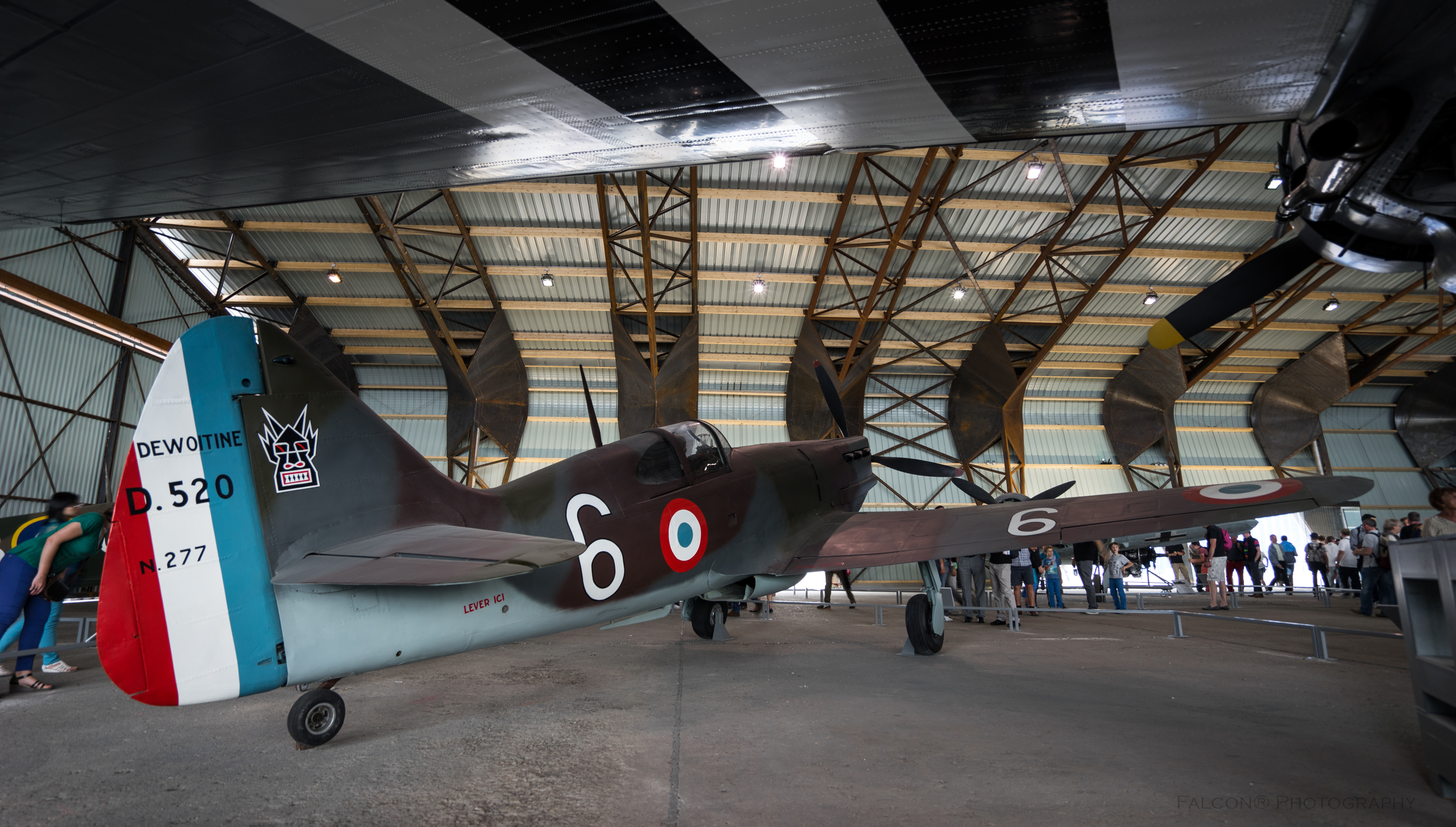

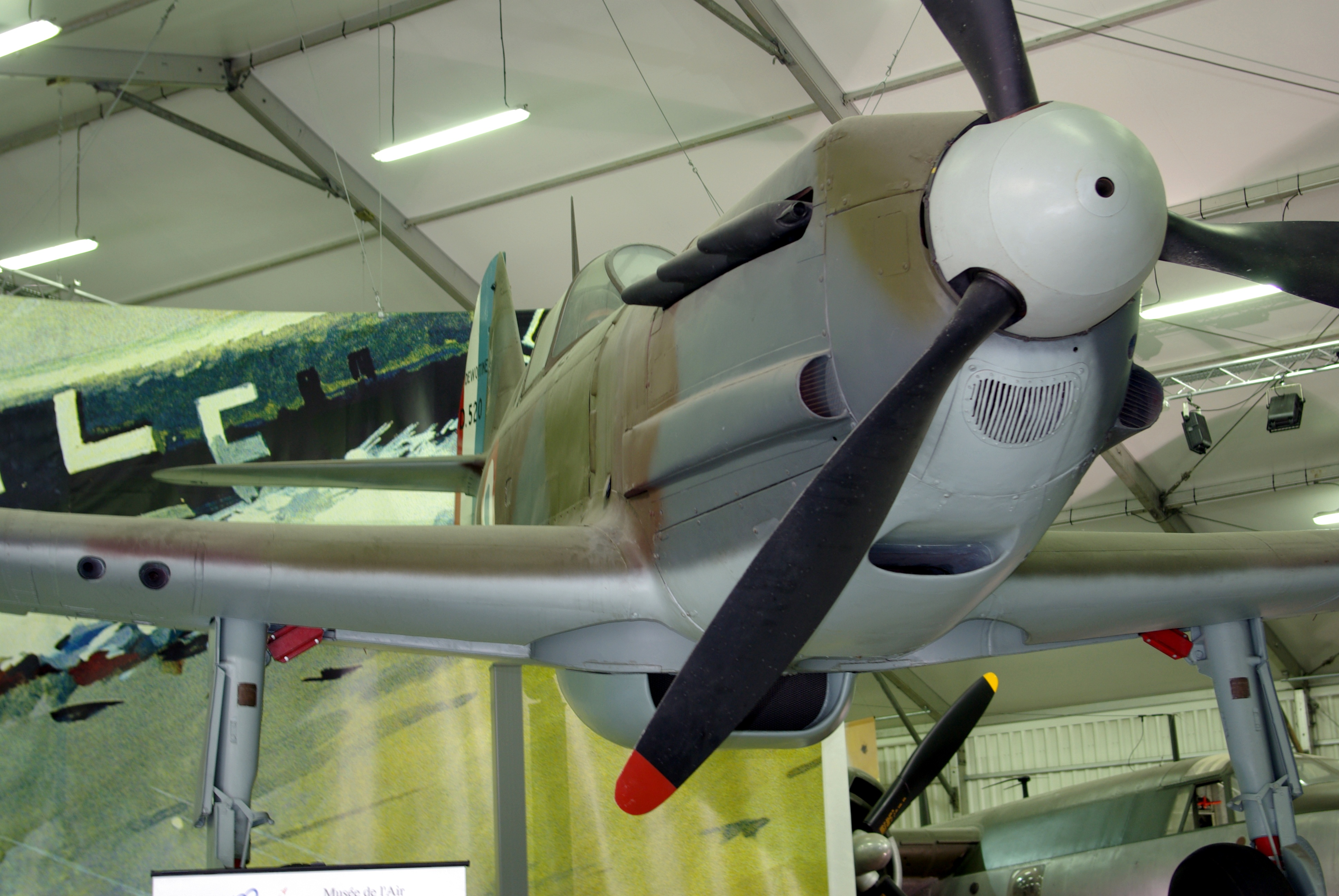
Le Dewoitine D.520 du Musée de l'Air et de l'Espace au Bourget, vu de face en 2010. Le premier D.520 de Pierre Le Gloan, le no 277, codé « 6 ».

La première unité à en être équipée fut le groupe de chasse I/3, qui reçut des exemplaires non armés en janvier et 34 avions de série, en avril et mai. Au déclenchement de l'offensive allemande, ce groupe est la seule unité à en être pourvue, avec 34 avions opérationnels. Les appareils de ce groupe obtinrent leurs premières victoires le 13 mai, en abattant trois Henschel Hs 126 et un Heinkel He 111, sans aucune perte. Le GC I/3 totalisera 69 victoires sur D.520 dont 50 confirmées au 16 juin pour 8 pilotes tués. Le GC II/3 suivit le I/3 presque immédiatement (engagé du 15 mai, avec 42 victoires sur D.520 dont (31 confirmées au 16 juin). Par la suite les GC III/6 (7 avions italiens abattus par Pierre Le Gloan sur D.520 dont 5 en 45 minutes le 15 juin), GC II/7 (9 He 111, 5 Dornier 17, 3 Me 109 et deux Dornier 215 abattus sur D.520 entre le 25 mai et le 15 juin), GC III/3 (5 Me 109, 1 He 111, 1 Do 17, 1 Hs 126 et 1 Ju 87 abattus entre le 5 et le 16 juin 1940), GC III/7 (1 Hs 126 abattu le 20 juin 1940 au nord d'Argenton-sur-Creuse) en reçurent aussi, ainsi que les GC II/2 et GC II/6 rééquipés trop tard pour participer aux combats sur D.520. Dans la région de Marseille, le Groupe de chasse 6/III Roussillon reçu également des D.520 et participa à la défense de Marseille contre les bombardements italiens en juin 1940. Parmi les pilotes de ce groupe se trouvait le sous-lieutenant Pierre Le Gloan, as des as français sur D.520 avec 18 victoires homologuées. 
Le Dewoitine D.520 est crédité de 147 victoires (108 confirmées et 39 probables) en combat aérien contre la Luftwaffe et la Regia Aeronautica, pour 54 avions (D.520) perdus[réf. nécessaire].
Replié avec le GC III/7 sur la base de Toulouse-Francazal, Albert Littolff, refusant l'armistice, décolle, le 25 juin 1940, avec deux de ses camarades à bord de Dewoitine D.520 et rejoint l'Angleterre où il s'engage rapidement dans les Forces aériennes françaises libres. En octobre 1941, profitant d'un vol d'entraînement, 3 pilotes du GC I/3 (avec parmi eux le pilote Marcel Albert) désertent et mettent le cap sur Gibraltar. Ils s'illustreront plus tard au sein du Groupe Normandie-Niemen.
Le 2 mars 1940, la 1re flottille de chasse F1C de l'aéronavale est créée. L'escadrille AC1 perçoit à Toulouse ses premiers D.520. Le 25 juin 1940, la flottille, en cours de transformation, part pour Bône en Afrique du Nord puis se retrouve à Sidi-Ahmed en Tunisie. En France métropolitaine, les escadrilles AC3 et AC5 se reconstituent à Hyères avec des D.520 en juillet 1940. 
Puis après l'attaque de Mers el-Kébir, elle s'installe à Tafraoui près d'Oran. Le 1er août 1940, la F1C est rebaptisée 1FC, et est divisée en deux escadrilles, les 1.A.C et 2.A.C. Pendant l'année 1941, les D.520 de la 1F effectueront des missions de protection (notamment du cuirassé Provence) depuis Oran ou Sidi-Ahmed.
En juin 1941, les Dewoitine de l'Armée de l'Air (G.C II/3 et III/6) et de l'Aéronavale (Escadrille 1.A.C) aux couleurs de Vichy participèrent à la campagne de Syrie aux côtés de la Luftwaffe et de la Regia Aeronautica contre les Hurricane et P40 "Kittyhawk" de la Royal Air Force, la RAAF australienne et des Forces aériennes françaises libres. Ils renforcent le groupe de chasse I/7 qui ne disposait que de MS.406 surclassés par tous les appareils de l'adversaire. L’aviation française aligne alors une cinquantaine d’appareils; les autres sont immobilisés par le manque de pièces de rechange ou ont été détruits. Durant cette dure campagne, qui dure à peine plus d’un mois (du 8 juin au 12 juillet), le sous-lieutenant Pierre Le Gloan remporta en Syrie sept victoires (six Hurricane et un Gladiator) sur D.520 et avec un total de 21 victoires (dont 18 homologuées) au total, il prenait la tête du palmarès des pilotes de chasse de l'aviation française.
Le GC III/6 a perdu 8 pilotes sur 26 et le groupe ne ramène que 14 appareils à bout de course sur 23, mais a abattu 26 appareils ennemis. Parti avec 23 avions, le GC II/3, qui n'en compte plus que 13, avait remporté 46 victoires dont 34 officielles. Le 12 juillet 1941, l'armée du levant capitule alors que les groupes de chasse rejoignent le 26 juillet le terrain d’aviation d’Alger Maison Blanche.
Le 8 novembre 1942, les 27 Dewoitine de la Flottille 1.F de l'Aéronavale  de Port-Lyautey combattirent lors du débarquement anglo-américain en Afrique du Nord (« opération Torch »). L’attaque aérienne au Maroc est menée par plus de 170 aéronefs, comprenant des F4F Wildcat, des SBD Dauntless et des TBF Avenger, décollant à partir de 4 porte-avions : USS Ranger, USS Santee , USS Sangamon, et USS Suwannee sous le commandement de Georges Patton. Le bilan est lourd : mort du commandant de flottille et destruction du trois quarts des appareils.
En Algérie, l'attaque aérienne est dirigée par les forces britanniques depuis les porte-avions HMS Furious, HMS Biter, HMS Dasher, HMS Victorious et HMS Formidable. Le G.C. III/3 de l'Armée de l'Air avec 26 D.520, basé à Tafraoui, abattit 9 avions alliés pour la perte de 7 des siens. Ce jour, le GC I/3 à bord de D.520 abattra 6 bombardiers Fairey Albacore du squadron 822, 6 chasseurs britanniques (Hurricane et Spitfire) à Oran et 5 C-47 "Dakota" américains au Sebkha d'Oran.
Au terme des combats, L'AFN se range ensuite du côté des alliés. À partir de fin 1942, les D.520 de l'armée de l'air seront peu à peu remplacés par des Spitfire anglais, des P-40F "Warhawk" (GC II/5) ou P-39 "Airacobra" américains au sein de l'Armée française de la Libération. La base aéronavale de Port-Lyautey est occupée par les Américains, et le restant de la flottille 1F s’installe sur le terrain d’Agadir, ayant perçu entre-temps d’autres Dewoitine afin de recompléter sa dotation. En juin 1943, la 1F quitte Agadir et s’installe à Thiersville, non loin de Mascara en Algérie. Les Dewoitine commencent à souffrir du manque de rechanges et il n’est nullement dans les projets des alliés d’affecter de nouveaux appareils aux deux escadrilles de l'aéronavale. C’est la flottille 1F qui sera transformée la dernière en décembre 1944. Les Dewoitine 520 remplacés seront réformés ou affectés à des centres de formation.
Certains appareils, capturés par l'armée allemande lors de l'invasion de la zone non occupée en novembre 1942, furent utilisés par la Luftwaffe et d'autres puissances de l'Axe comme avions d'entraînement. Ils furent aussi vendus en grand nombre à la force bulgare, environ 100 appareils, qui luttèrent contre les appareils américains.
À la Libération, le D.520 reprit du service, avec une quarantaine de « Dewoitine à croix noires » abandonnés par les allemands dans l’usine de la SNCASE de Saint-Martin-du-Touch, au sein du 1er groupe de chasse FFI de Marcel Doret formé le 1er mai 1944 (et au corps franc Pommiès) qui devint, le 30 novembre 1944, le groupe de chasse II/18 « Saintonge ». Inaptes à combattre des appareils de dernière génération, ils furent utilisés lors des opérations au-dessus de la poche de Royan. N'ayant aucun adversaire aérien à affronter, leur mission consistait en des vols de reconnaissance, dans le but de « neutraliser » les positions de la DCA allemande où de gros contingents des forces allemandes encerclés résistaient encore. Du 16 au 19 octobre 1944, les D.520 du Groupe Doret escortèrent des bombardiers en piqué SBD Dauntless opérant au-dessus de Royan et de la pointe de Grave. À partir du 4 juin 1945, le G.C. II/18 Saintonge s’équipa de Spitfire IX.
À la fin de la guerre, les appareils restants furent utilisés pour l'entraînement des pilotes français, et ce, jusqu'en 1953.

## Variantes

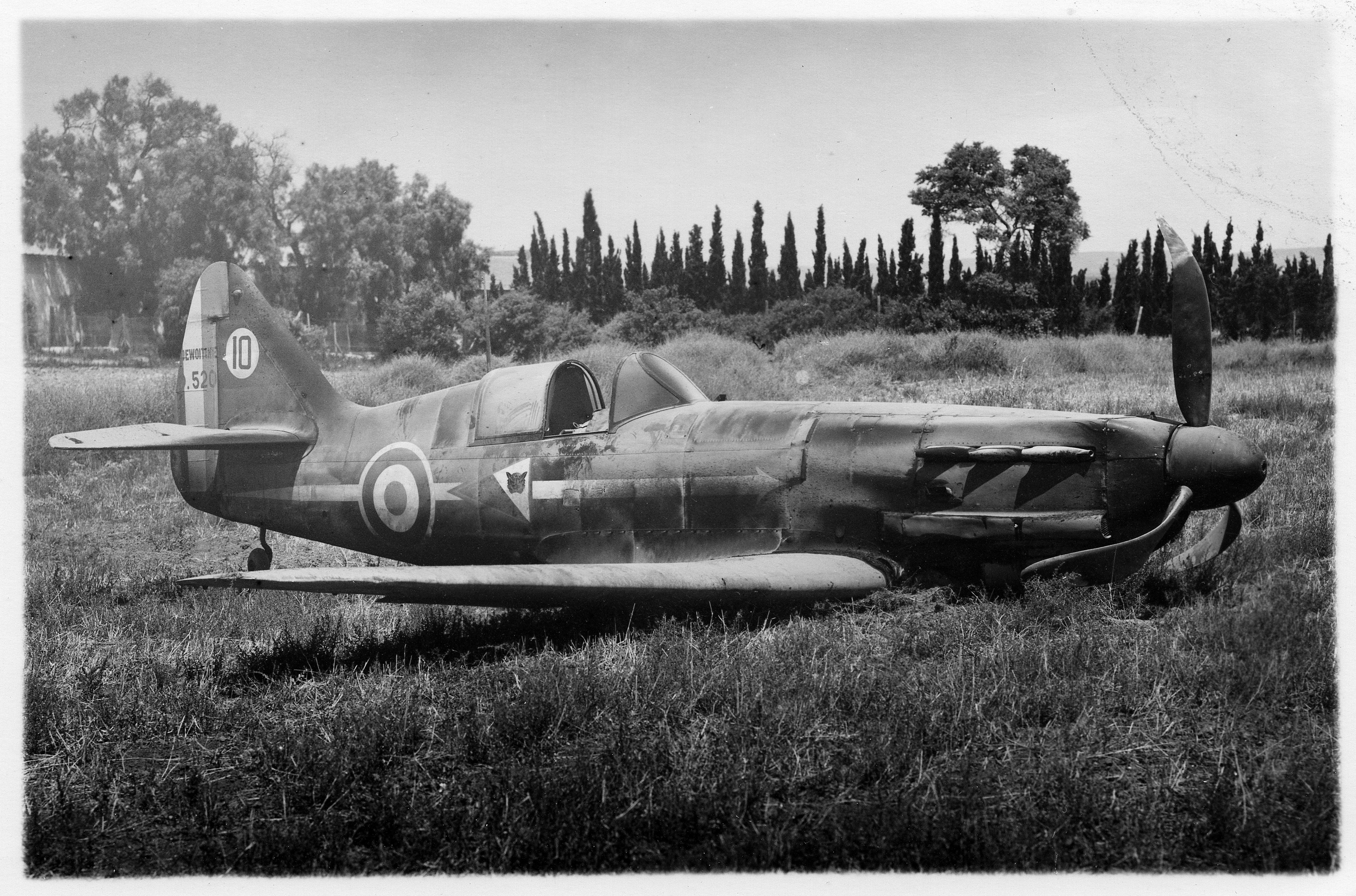
Dewoitine D.520 accidenté en 1943.

- D.520 : Version de production principale, parfois désignée « D.520 S » (pour « Série ») ou « D.520 C1 » (pour « chasseur » – monoplace).

### Variantes directes
En 1940, la SNCAM avait plusieurs projets pour adapter à la cellule du D.520 des moteurs plus puissants. Ces développements ont été interrompus par l'armistice de juin 1940.
- D.521 : Moteur remplacé par un Rolls-Royce Merlin III, 1 seul exemplaire construit mais le projet est annulé ;
- D.522 : Moteur remplacé par un Allison V-1710 C-1, projet abandonné après l'armistice (22 juin 1940) ;
- D.523 : Moteur remplacé par différentes légères sous-variantes d'un Hispano-Suiza 12Y-51 de 1 100 ch, avec suralimentation Szydlowski-Planiol. Le prototype D.523 a achevé ses  essais de pré-production en juin 1940 ;
- D.524 : Version alimentée par un moteur Hispano-Suiza 12Y-89ter. 1 seul exemplaire construit, qui n'a jamais volé ;
- D.525 : Développement du D.523 ;
- D.530 : Version prévue avec un moteur Rolls-Royce Merlin de 1 400 ch ou Hispano-Suiza 12Y de 1 800 ch.

### Projets d'avant-guerre
- HD.780 : Hydravion à flotteurs dérivé du D.520. Un prototype est construit mais il ne vole pas. Le développement est annulé à l'armistice ;
- D.790 : Projet d'un chasseur embarqué basé sur le D.520, à la suite d'une demande de la Marine Nationale pour équiper ses futurs porte-avions de la classe Joffre. Aucun n'est construit ;
- D.550 : Avion de record de vitesse. La cellule est inspirée du D.520 avec une construction allégée. Un exemplaire est construit mais n'effectue aucune tentative de record ;
- D.551 et D.552 : Développements militaires du D.550. Douze exemplaires sont construits mais aucun ne vole. Le développement est repris en 1941 mais est rapidement arrêté par les Allemands. À ce propos Marcel Doret dira, en bon amateur de chevaux, que comparer le D-520 au D-550 reviendrait à comparer un Mérens à un Mustang[10]. Une association prévoit de faire voler une réplique en 2018[11].

### Développements post-armistice
Plusieurs projets ont été lancés après l'armistice de juin 1940. Ils ont tous été arrêtés à la suite de l'occupation allemande de la France méridionale en novembre 1942.
- D.520 amélioré : Production unique expérimentale du D.520, équipée d'améliorations mineures devant augmenter la vitesse tout en conservant le même moteur ;
- D.520 Z : Cellule du D.520 avec le moteur Hispano-Suiza 12Z de 1 600 ch (prototype) et améliorations mineures. Un exemplaire a été construit. Le développement a repris après la guerre (comme SE.520Z) mais a finalement été annulé en 1949 ;
- M.520 T : Cellule différente vaguement basée sur celle du D.520. Aucun construit.

### Après-guerre
- D.520 DC : (version à double commande en tandem) Conversion en avion d'entrainement à deux places, au moins 13 construits.
- Suite à une restauration profonde, le Dewoitine D.520 n°408 a  volé de 1980 à 1986.

## Opérateurs

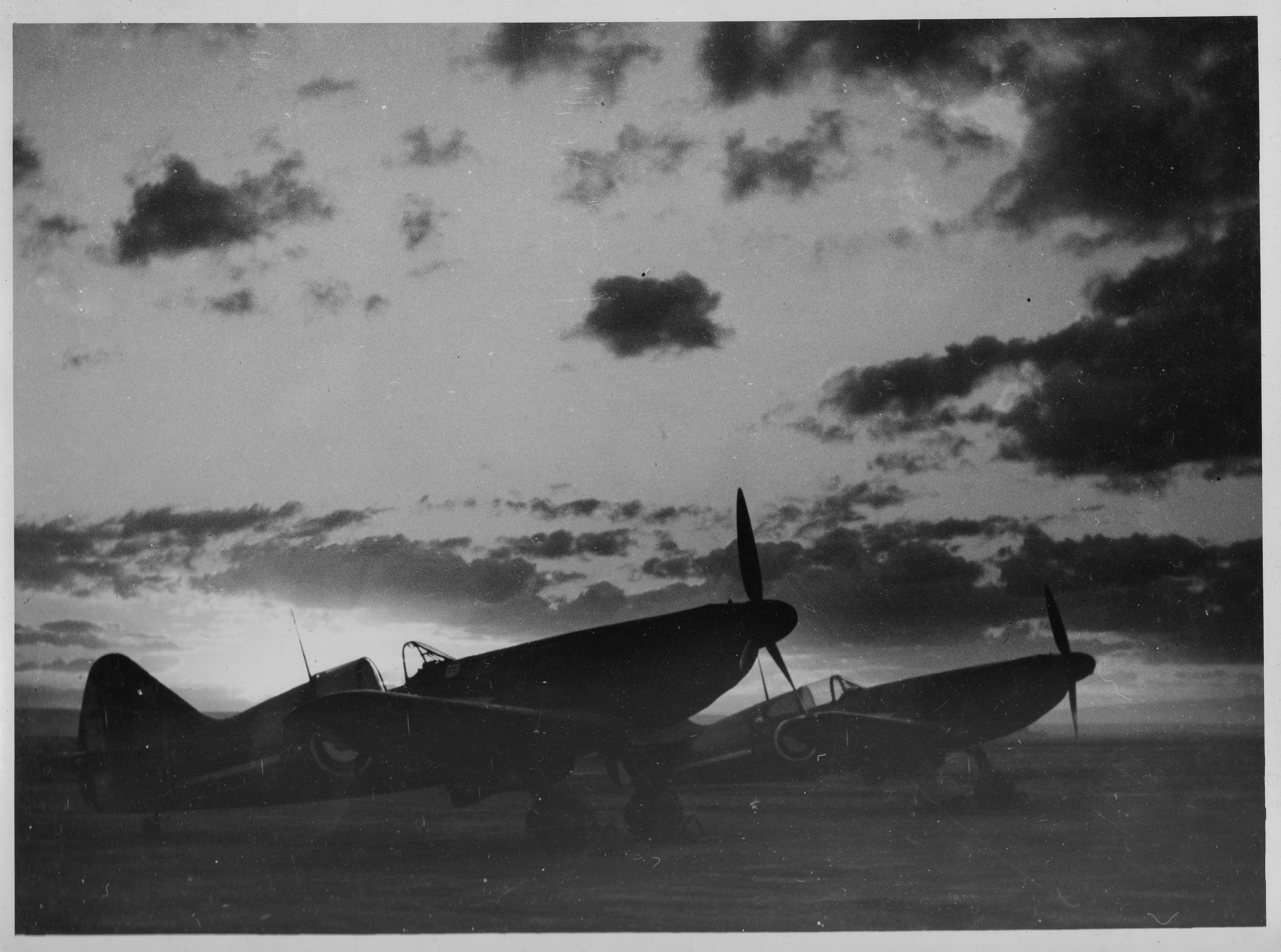
Deux D.520 en Algérie, en 1943.

Opérateurs principaux
 Bulgarie
- Armée de l'air bulgare

 France
- Armée de l'air
- Aéronautique navale

 France libre
- Forces aériennes françaises libres

 Reich allemand
- Luftwaffe

 Italie
- Regia Aeronautica

Opérateurs prévus
 Roumanie
- Armée de l'air roumaine

## Quelques musées aéronautiques
Aujourd’hui ne subsistent que trois appareils qui appartiennent aux ː
- Musée de l'Air et de l'Espace du Bourget possède l'exemplaire No 862 décoré aux couleurs du no 277 appartenant au GC III/6 et piloté par Pierre Le Gloan durant la Bataille de France.
- Musée de l'aéronautique navale détient l'exemplaire no 650 restauré par l’association ANAMAN de l’Aéronavale de Rochefort en Charente-Maritime. L’appareil concerné est sorti des usines Dewoitine de Toulouse en 1942[12].
- Conservatoire de l'air et de l'espace d'Aquitaine (CAEA) sur le site de la base aérienne 106 Bordeaux-Mérignac détient l'exemplaire No 603 qui fit son premier vol aux mains de Léopold Galy le 24 juin 1942[13].